# Lokbar

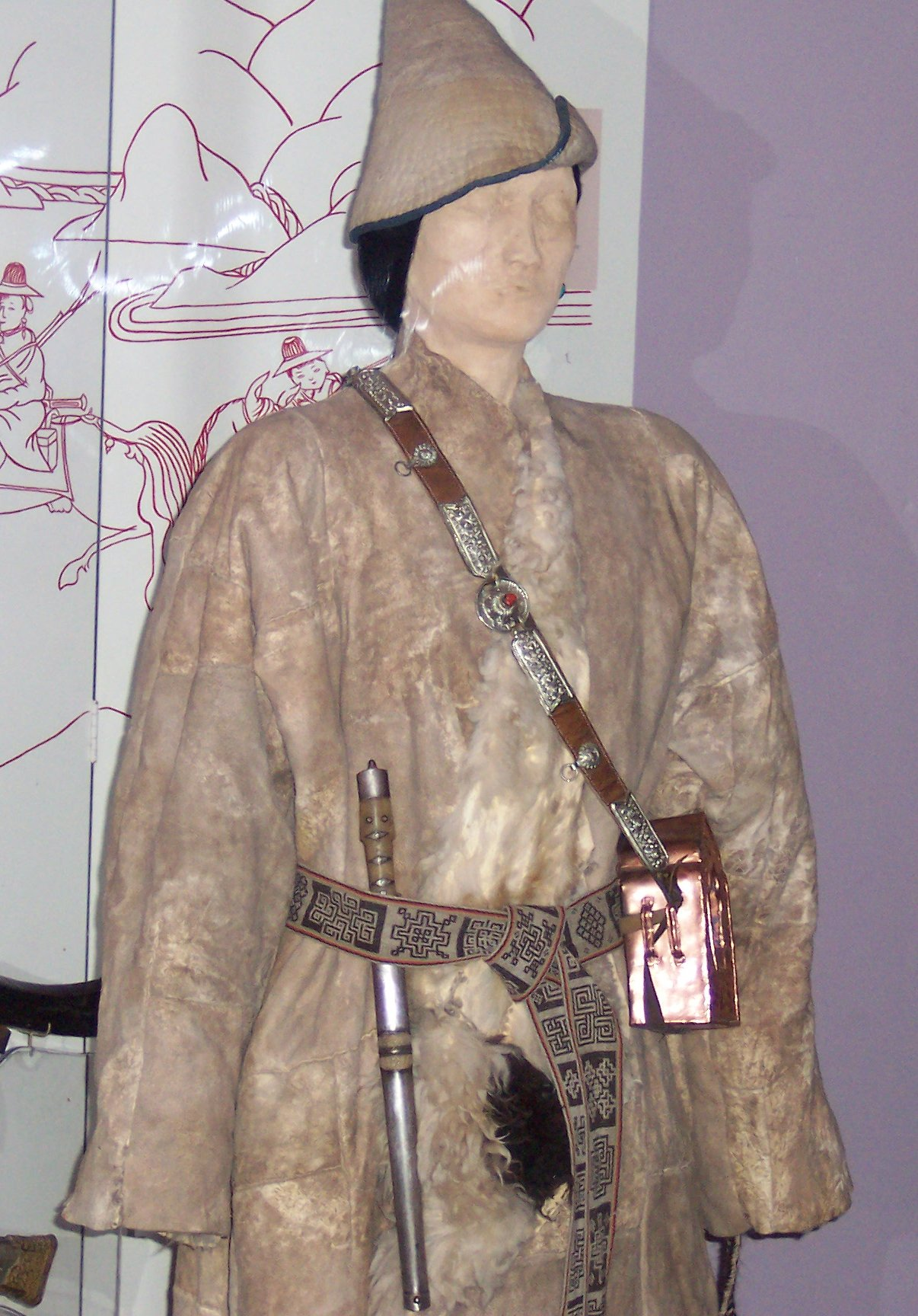
Tibetischer Hirtenmantel, Haar innen. In einem Museum.

Der Lokbar ist ein für die Nomaden Tibets typischer, langer Mantel aus Schafsfell oder Ziegenfell, der mit der Haarseite nach innen getragen wird. Das besonders kälte- und wetterabweisende Kleidungsstück entspricht den extremen Wetterverhältnissen des Himalayagebiets.
Der Mantel wird mit einem Gürtel geschlossen, Frauen tragen ihn bodenlang, Männer bis zu den Knien. Die langen Ärmel sind weit geschnitten, sie hängen etwa 20 bis 25 Zentimeter über die Hände hinweg und können dadurch wie Handschuhe genutzt werden. Der Lokbar ist extrem schwer. Ein Männermantel besteht aus zehn gegerbten Schafs- oder Ziegenfellen ausgewachsener Tiere und wiegt etwa neun bis zehn Kilogramm, ein Lokbar für ein siebenjähriges Kind etwa zweidreiviertel bis dreieinhalb Kilo. Die Mäntel sind durch das fetthaltige Leder und das lange, sehr verfilzte Haar der dort lebenden Rassen wasserundurchlässig. Der Schnitt ist ähnlich der Schuba aus Wolle oder Schafsfell, dem traditionellen Hauptkleidungsstück der Tibeter.

Bei den Golok (Osttibet), 1938
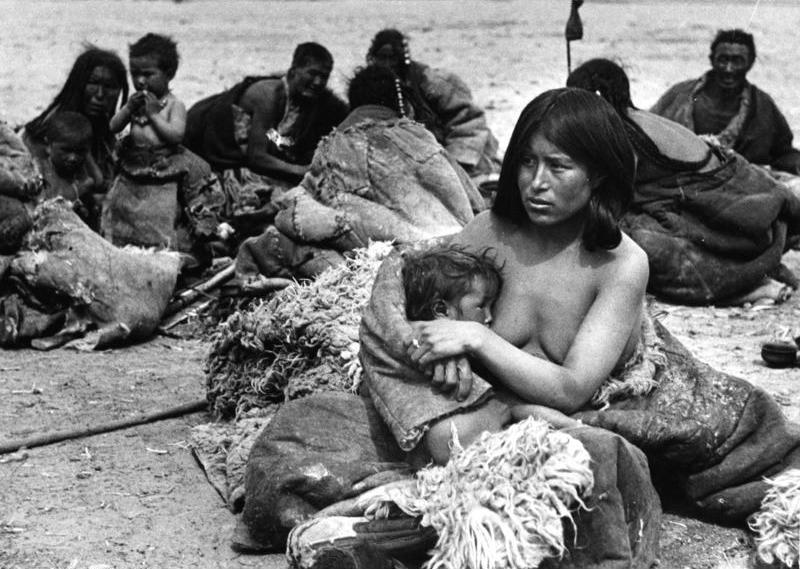
Lammfellmäntel als Zudecken
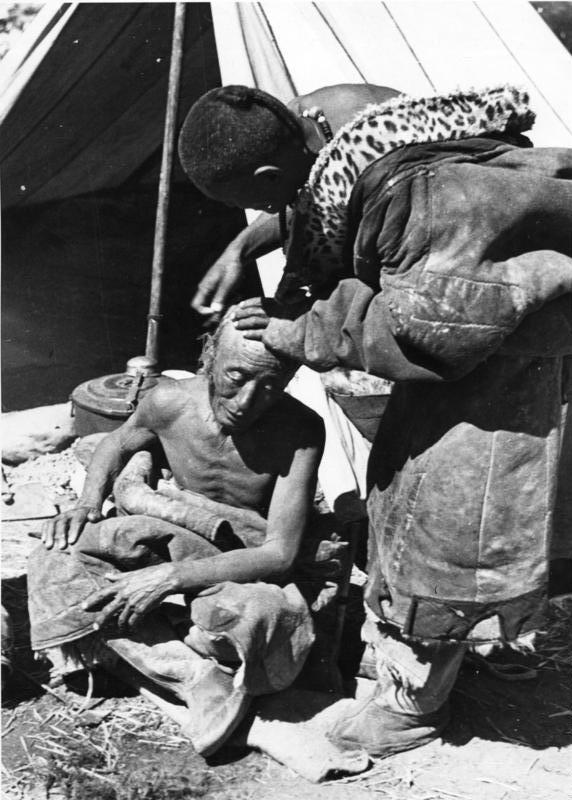
Haareschneiden. Rechts Mann mit Lokbar mit Besatz aus Leopardenfell

Der untere Rand des Lokbar kann bei besser gestellten Persönlichkeiten mit Otter-, Gazellen- oder anderen Fellen besetzt sein. Um das Jahr 2000 wurden auf chinesischen Märkten Fischotterfelle angeboten, die auch für diesen Zweck bereitgehalten wurden.
Für den in der tibetischen Hauptstadt Lhasa lebenden Globetrotter Heinrich Harrer wurden um 1950 für einen ebenfalls bodenlangen Mantel 60 Lammfelle anstelle von Schafsfellen verwendet. Für diesen sehr viel leichteren Stadtmantel nannte Harrer jedoch keinen Namen.
Der Zuschnitte und das Handnähen wird von den männlichen Nomaden ausgeführt, es ist eine der wenigen Möglichkeiten, mit dem sie sich ihr meist durch Viehzucht erzieltes Haupteinkommen aufbessern können. In dem tibetischen Ort Pala, Changthang ist die Außenseite des Frauenlokbar mit acht bis zehn kräftigfarbigen Querstreifen verziert, die der Männer haben einen einzigen schwarzen Streifen am Rock und am Saum.
Im Winter wird zum Lokbar manchmal eine ebenfalls aus Schafs- oder Ziegenfell gearbeitete Hose getragen, meist jedoch nur eine von den Frauen gewebte Wollhose. Nachts dient der Lokbar als Zudecke, in die sich der Besitzer einwickelt.
Durch das permanente Tragen nutzen sich Pelz und Leder schnell ab, vor allem wird das Haar kürzer und schütter, Ziegenhaar ist dabei weniger haltbar als Schafspelz. Eine Grundregel sagt, dass alle drei bis vier Jahre ein neuer Lokbar angeschafft werden müsste. Ärmere Familien sind dazu jedoch nicht in der Lage. Wahrscheinlich gilt deshalb auch anderswo, was über Pala ausgesagt wird: Ein Zeichen für die Armut ist dort, wenn ein abgetragener Lokbar von seinem Besitzer im Frühjahr oder sogar auch im Winter getragen wird. Ohnehin werden alte, abgetragene und deshalb weniger wärmende Lokbar nicht gleich weggeworfen, sie werden noch viele Jahre in den nicht so kalten Jahreszeiten Herbst und Sommer getragen. Oft werden die Lokbar der Eltern noch zu Kindermänteln umgearbeitet.